# Cumbres Borrascosas (película de 1939)
Cumbres Borrascosas es una película estadounidense de 1939, dirigida por William Wyler y protagonizada por Merle Oberon, Laurence Olivier y David Niven. Con guion de Charles MacArthur y Ben Hecht, la película adapta 17 de los 34 capítulos de la novela homónima de Emily Brontë.
En 2007, la película fue considerada «cultural, histórica y estéticamente significativa» por la Biblioteca del Congreso de Estados Unidos y seleccionada para su preservación en el National Film Registry.

## Argumento
La historia es contada de forma retrospectiva por la sirvienta a un viajero en la noche de la muerte de Heathcliff.
Los Earnshaws son terratenientes en la Inglaterra del siglo XIX. Un día el padre llega a casa desde la ciudad con un muchacho gitano, tan asustado como bien parecido, al que deciden llamar Heathcliff. El arrogante hijo, Hindley, lo rechaza pero en cambio su hermana Cathy establece una estrecha relación de amistad y afecto con él. 
Después de la muerte del señor Earnshaw, el hijo mayor Hindley -a esa altura era un alcohólico- manda a vivir a Heathcliff al establo donde se convierte en sirviente, los jóvenes crecen independientes y felices, si bien sigue la enemistad de Hindley hacia Heathcliff. Las cosas cambian cuando Heathcliff y Cathy están en la llanura jugando, Cathy va con Heathcliff a espiar la casa de los vecinos pero aparecen los perros y los empiezan a perseguir pensando que son ladrones, Cathy cae al suelo y es mordida por los perros, capturados ambos. Cathy es llevada a la casa de Edgar, el hijo de un rico vecino, donde es atendida hasta que sane. Mientras tanto Hindley ordena a Heathcliff que no vuelva a acercarse a su hermana, éste la espera por tres meses y cuando vuelve a Cumbres Borrascosas es recibida por los sirvientes excepto por Heathcliff que le dice que nunca volvió y tienen una discusión. Hindley organiza una fiesta de bienvenida a su hermana, cuando Heathcliff se acerca para bailar con Cathy, Hindley grita "Saquen a ese asqueroso gitano de aquí" , Heathcliff rompe un plato por la humillación y termina siendo golpeado, Cathy y Heathcliff se alejan cada vez más, una noche Cathy habla con la sirvienta y le dice que Edgar le propuso matrimonio. La sirvienta le habla sobre los sentimientos que Heathcliff tiene hacia ella, Cathy responde que ama a Heathcliff pero se humillaría si se casara con él, un sirviente entra y dice que Heathcliff dejó la puerta abierta y empezó a correr hacia la llanura, Cathy le pide al sirviente que alcance a Heathcliff y lo traiga de regreso pero Heathcliff (quien escuchó que Cathy no se casaría con él por ser de inferior rango) ya no estaba más. Heathcliff se marchó sin escuchar que al fin Cathy había entendido que estaba enamorada de Heathcliff, y no de Edgar. 
Pasan dos años desde la huida de Heathcliff, Cathy se casa con Edgar el hijo del terrateniente y viven sus vidas hasta que un día vuelve Heathcliff, quien había estado en América y hecho fortuna, comprando la casa natal de Cathy por el precio de las deudas de juego de su hermano. La hermana de Edgar ve en Heathcliff un buen candidato, por ser ya una persona educada y agradable. Heathcliff y la hermana de Edgar se casan, pese a haberse opuesto Cathy, denota que aún mantenía interés en Heathcliff, si bien no deseaba traicionar a su marido.
Catherine enferma y muere, volviendo a buscar luego a su amado una noche, tal el conjuro que éste hiciera al momento de la muerte de Cathy.

## Reparto
- Merle Oberon - Cathy
- Laurence Olivier - Heathcliff
- David Niven - Edgar Linton
- Flora Robson - Ellen
- Donald Crisp - Dr. Kenneth
- Geraldine Fitzgerald - Isabella Linton
- Hugh Williams - Hindley
- Leo G. Carroll - Joseph
- Miles Mander - Lockwood
- Cecil Kellaway - Earnshaw

## Producción

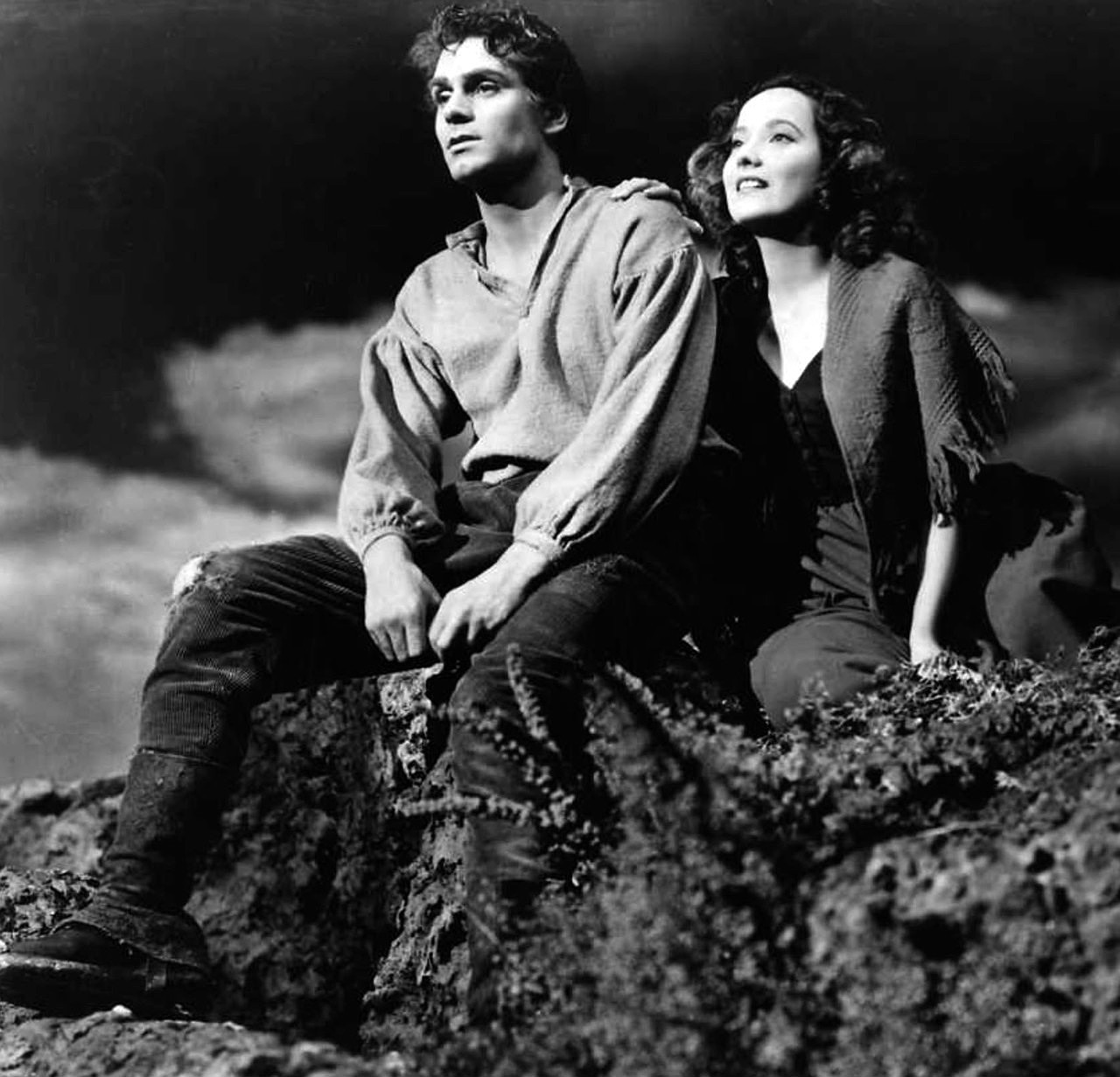
Laurence Olivier y Merle Oberon en Cumbres Borrascosas de 1939

Laurence Olivier, entonces un actor poco conocido entre el público americano, consiguió el papel protagonista gracias a que el guionista Ben Hecht, que era entonces uno de los más influyentes dentro de la Metro, lo recordaba por su pequeño papel en La reina Cristina de Suecia, de Rouben Mamoulian.

## Premios
Oscar 1939
| Categoría                 | Persona                     | Resultado |
| ------------------------- | --------------------------- | --------- |
| Mejor película            | Mejor película              | Nominada  |
| Mejor director            | William Wyler               | Nominado  |
| Mejor actor principal     | Laurence Olivier            | Nominado  |
| Mejor actriz de reparto   | Geraldine Fitzgerald        | Nominado  |
| Mejor fotografía          | Gregg Toland                | Ganador   |
| Mejor guion adaptado      | Charles MacArthur Ben Hecht | Nominado  |
| Mejor dirección artística | James Basevi                | Nominado  |
| Mejor banda sonora        | Alfred Newman               | Nominado  |

National Board of Review
| Año  | Reconocimiento                | Resultado |
| ---- | ----------------------------- | --------- |
| 1939 | Diez películas más destacadas | Incluida  |